# Ступни До
Ступни До је насељено место у Босни и Херцеговини, у општини Вареш, које административно припада Федерацији Босне и Херцеговине. Према попису становништва из 1991. у насељу је живело 255 становника, а према попису из 2013. у насељу је живело 135 становника.
У селу се налази некропола са стећцима која је 2014. године проглашена националним спомеником БиХ.

## Историја
Село је познато по масакру који се догодио 23. октобра 1993. године када су Ступни До напале оружане снаге ХВО-а и извршиле покољ муслиманског становништва.
Припадници специјалних јединица „Матурице” и „Апостоли” су силовали и сексуално злостављали три жене и убили 36 особа, међу којима је троје деце од 13, осам и три године. Село је у потпуности разорено, а мештанима је одузета имовина.

## Становништво
Према попису из 1961. године у насељу је живело 216 становника, 1971. 259 становника, 1981. је живео 261 становник, док је 1991. године у насељу живело 255 људи.
| Националност | 1991. |
| Муслимани    | 217   |
| Срби         | 35    |
| Југословени  | 1     |
| Хрвати       | 2     |
| Укупно       | 255   |